# MÁV XIIl sorozat
A MNyV 61-72 egy mellékvonali (másodrangú) szertartályos gőzmozdony sorozata volt a Magyar Nyugati Vasútnak.

## Története
A Magyar Nyugati Vasút vásárolt a müncheni  Krausstól 12 db 1B tengelyelrendezésű mozdonyt vonatai továbbításához. A vasútnál a 61-72 pályaszámok alatt üzemeltek. Amikor államosították az MNyV-t, mozdonyparkja is a MÁV-hoz került, ahol a XIIl. osztályba sorolták őket s a 877-888 pályaszámcsoportba kerültek. A MÁV második pályaszámozási rendszerének bevezetésekor osztálybesorolásuk megtartása mellett az 5651-5662 pályaszámokat osztották ki nekik.
Mivel az 1B tengelyelrendezésű mozdonyoknál a C tengelyelrendezés megfelelőbbnek bizonyult, 1892-ben MÁV  átépíttette a mozdonyokat C tengelyelrendezésűekké, és átsorolta őket a XIIi osztályba.